# Eunicea echinata
Eunicea echinata är en korallart som beskrevs av Achille Valenciennes 1855. Eunicea echinata ingår i släktet Eunicea och familjen Plexauridae. Inga underarter finns listade i Catalogue of Life.